# 加東市立米田小学校
加東市立米田小学校（かとうしりつ よねだしょうがっこう）は、兵庫県加東市上久米にあった公立小学校。 

## 概要
1873年（明治6年）、前身となる久明小学校（上久米）と誠矣小学校（下久米）が設置される。その後、小学校の合併や町村合併を経て、 2006年（平成18年）3月20日に加東郡社町、滝野町、東条町の合併により加東市が発足、加東市立米田小学校に改称する。令和4年度の児童数は39名。
加東市は、兵庫県の中央部やや南に位置し、東に丹波篠山市、三田市、南に小野市、三木市、西に加西市、北に西脇市が隣接している。学校周辺は、150メートル前後の低い山に囲まれた田畑の残る田園地帯で、南の校庭に隣接して中国縦貫自動車道が走る。付近にはゴルフ場が4か所もあり、学校付近の標高は、約112メートル。
社地域小中一貫校の開校（社学園小学校、社学園中学校）に伴い、2025年（令和7年）3月末に閉校。

## 沿革
- 1873年（明治6年）1月 - 上久米に久明小学校を、下久米に誠矣小学校を設置する。
- 1875年（明治8年）3月 - 久明小学校と誠矣小学校を合併し、久明小学校に改称する。
- 1880年（明治13年）5月 - 校舎新築開校。
- 1887年（明治20年）4月 - 久米尋常小学校に改称する。
- 1893年（明治26年）3月 - 米田尋常小学校に改称する。
- 1902年（明治35年）4月 - 米田尋常高等小学校に改称する。
- 1926年（大正15年）4月 - 上久米272番地に校舎を移転する。
- 1940年（昭和15年）3月 - 講堂完成。
- 1941年（昭和16年）4月 - 米田国民学校に改称する。
- 1947年（昭和22年）4月 - 米田小学校に改称する。
- 1955年（昭和30年）3月 - 町村合併（福田村、米田村、上福田村、鴨川村）により社町が発足、社町立米田小学校に改称する。
- 1974年（昭和49年）5月 - 新校舎へ移転（旧米田中学校跡地）。
- 1975年（昭和50年）7月 - プール完成。
- 1995年（平成7年）3月 - 阪神・淡路大震災被害補修、体育館屋根補強工事。
- 1997年（平成9年）10月 - 耐震補強、大規模改造工事（第1期）。
- 1998年（平成10年）9月 - 耐震補強、大規模改造工事（第2期）、プール塗装工事。
- 2006年（平成18年）3月 - 加東郡社町、滝野町、東条町の合併により加東市が発足、加東市立米田小学校に改称する[3]。
- 2025年（令和7年）4月 - 加東市立社小学校、加東市立福田小学校、加東市立三草小学校、加東市立鴨川小学校、加東市立社中学校と統合し加東市立社学園小中学校となる。

## 学校行事
| - 4月 1学期始業式、入学式 - 5月 - 6月 | - 7月 1学期終業式 - 8月 - 9月 2学期始業式、運動会 | - 10月 修学旅行 - 11月 全校登山 - 12月 マラソン大会、2学期終業式 | - 1月 3学期始業式、避難訓練 - 2月 6年生を送る会 - 3月 卒業証書授与式、修了式 |

## 通学区域
- 加東市[4]
  - 畑、廻渕、池之内、湖翠苑、上久米、下久米、兵庫教育大学学生宿舎、久米

## 進学先中学校
- 公立学校は、加東市立社中学校[4]。

## 校区内の主な施設
- 兵庫教育大学
- 加東市立米田こども園
- やしろの森公園
- 加東警察署 上久米駐在所
- 社上久米郵便局
- 中国縦貫自動車道社パーキングエリア
- 兵庫県道144号西脇口吉川神戸線

## 交通
- 自動車
  - 上久米交差点を南に約300メートル（県道144号経由）
- バス（神姫バス）
  - 上久米大日前バス停留所から南に徒歩約5分